# Москвин, Андрей Николаевич
Андре́й Никола́евич Москви́н (1 [14] февраля 1901, Царское Село, Санкт-Петербургская губерния — 28 февраля 1961, Ленинград) — советский кинооператор. Заслуженный деятель искусств РСФСР (1935). Лауреат двух Сталинских премий (1946, 1948).

## Биография
А. Н. Москвин родился 1 (14) февраля 1901 года в Царском Селе (ныне Пушкин, Санкт-Петербург). Много лет работал в творческом содружестве с режиссёрами Г. М. Козинцевым и Л. З. Траубергом.
Один из основоположников советской операторской школы. Ранний период творчества (под влиянием Фабрики эксцентрического актёра, ФЭКС) отмечен поиском острой формы изображения, стремлением расширить выразительные возможности камеры. Москвин начал использовать съёмку в движении, применял резкие тональные контрасты («Шинель»). В последующих фильмах (в частности, «С. В. Д.») и особенно в фильме «Новый Вавилон» композиция кадра приобрела стройность, графичность оптического рисунка сменилась мягкой живописной обобщённостью изображения. Операторский стиль Москвина получил свою сформированность, законченность в кинотрилогии о Максиме — «Юность Максима» (1934), «Возвращение Максима» (1937), «Выборгская сторона» (1938).
Новый этап в творчестве оператора начался с фильма С. М. Эйзенштейна «Иван Грозный». В этой картине появилось новаторство Москвина в освоении цвета в кино (эпизод второй серии «Пир опричников»). Цветовое решение и пластическая выразительность кадра позволили подчеркнуть драматизм сцены. Среди других работ наиболее выделяется работа в фильмах «Овод», «Дон Кихот», «Дама с собачкой».
А. Н. Москвин умер 28 февраля 1961 года. Похоронен на Казанском кладбище города Пушкин.

## Семья
Жена — известный кинорежиссёр Надежда Кошеверова.
- Сын — Николай Москвин (1935—1995)

## Фильмография

### Оператор[2]
- 1926 — Чёртово колесо, фильм снят в 1925 году до фильма Девятое января, но на экраны выпущен позже.
- 1925 — Девятое января (совместно с А. Д. Далматовым)
- 1926 — Шинель (совместно с Е. С. Михайловым)
- 1926 — Братишка
- 1927 — Турбина № 3 (совместно С. А. Беляевым)
- 1927 — С. В. Д.
- 1927 — Чужой пиджак, не выпущен на экраны
- 1927 — Добыча мела, короткометражный культурфильм
- 1929 — Новый Вавилон
- 1931 — Одна
- 1931 — Гопак (Пляс), короткометражный
- 1931 — Гайль, Москау! (совместно с П. Посыпкиным)
- 1931 — Путешествие в СССР, не завершён
- 1934 — Юность Максима
- 1937 — Возвращение Максима
- 1938 — Выборгская сторона (совместно с Г. Филатовым)
- 1941 — Карл Маркс, не завершён
- 1941 — Великий лекарь, не завершён
- 1941 — Это и есть Ленинград, не завершён
- 1942 — Юный Фриц, короткометражный, не выпущен на экраны
- 1942 — «Однажды ночью» из киноальманаха «Наши девушки», короткометражный, не выпущен на экраны
- 1942 — Актриса
- 1944 — Иван Грозный. 1-я серия
- 1945 — Иван Грозный. 2-я серия, выпущен на экраны в 1958 году
- 1945 — Иван Грозный. 3-я серия, не завершён
- 1945 — Простые люди (совместно с А. М. Назаровым) выпущен на экраны в 1956 году
- 1947 — Пирогов (совместно с А. М. Назаровым, Н. А. Шифриным)
- 1951 — Белинский (совместно с М. П. Магидсоном, С. Ивановым), выпущен на экраны в 1953 году
- 1953 — Большое сердце, не завершён
- 1953 — Над Неманом рассвет
- 1955 — Овод
- 1957 — Дон Кихот
- 1957 — Рассказы о Ленине (совместно с Е. Н. Андриканисом, А. Ахметовой, В. Фастовичем)
- 1960 — Дама с собачкой (совместно с Д. Д. Месхиевым)

## Награды и премии
- 1935 — заслуженный деятель искусств РСФСР
- 1939 — орден Трудового Красного Знамени за съёмки фильма «Выборгская сторона» (1938)
- 1946 — МКФ в Локарно. «Иван Грозный». 1-я серия Приз за лучшую операторскую работу.
- 1946 — Сталинская премия первой степени за съёмки 1-й серии фильма «Иван Грозный» (1944)
- 1948 — МКФ в Марианских Лазнях. «Пирогов». Почётный диплом за операторскую работу.
- 1948 — Сталинская премия второй степени за съёмки фильма «Пирогов» (1947).
- 1950 — орден «Знак Почёта»[3]
- 1958 — ВКФ. «Дон Кихот». Первая премия за операторскую работу